# (270553) Loureed
(270553) Loureed est un astéroïde de la ceinture principale.

## Description
(270553) Loureed est un astéroïde de la ceinture principale. Il fut découvert le 12 avril 2002 par l'astronome allemand Maik Meyer à l'observatoire Palomar. Il présente une orbite caractérisée par un demi-grand axe de 2,7530298 UA, une excentricité de 0,0121199 et une inclinaison de 6,73305° par rapport à l'écliptique.
Il fut nommé en hommage au chanteur, musicien et écrivain Lewis Allan (Lou) Reed (1942-2013). D'abord chanteur au sein de son groupe, le Velvet Underground dans les années 1960, il démarra une carrière solo en 1972.

## Compléments